# Seznam dílů seriálu Binny a duchové
Toto je seznam dílů seriálu Binny a duchové.

## Přehled řad
| Řada | Díly | Premiéra v Německu | Premiéra v Německu | Premiéra v ČR     | Premiéra v ČR   |
| Řada | Díly | První díl          | Poslední díl       | První díl         | Poslední díl    |
| ---- | ---- | ------------------ | ------------------ | ----------------- | --------------- |
| 1    | 13   | 23. března 2013    | 18. ledna 2015     | 13. prosince 2014 | 10. května 2015 |
| 2    | 10   | 10. dubna 2016     | 15. května 2016    | 1. srpna 2016     | 10. srpna 2016  |

## Seznam dílů

### První řada (2013–2015)
| Č. v seriálu | Č. v řadě | Původní název                                 | Český název          | Režie           | Scénář       | Premiéra v Německu | Premiéra v ČR |
| ------------ | --------- | --------------------------------------------- | -------------------- | --------------- | ------------ | ------------------ | ------------- |
| 1            | 1         | Der heimliche Mitbewohner The Secret Roommate | Tajemný Spolubydlící | Sven Bohse      | Vivien Hoppe | 23. března 2013    | vysíláno      |
| 2            | 2         | Und es hat Puff gemacht Poof went the Weasel  | A udělalo to bác     | Nico Zingelmann | Vivien Hoppe | 2. listopadu 2014  | vysíláno      |
| 3            | 3         | Madame Buh Madame Boo                         | Madam Boo            | Nico Zingelmann | Vivien Hoppe | 9. listopadu 2014  | vysíláno      |
| 4            | 4         | Auf den Hund gekommen A Dog and his Boy       | Past na psi          | Nico Zingelmann | Vivien Hoppe | 16. listopadu 2014 | vysíláno      |
| 5            | 5         | Team-Geist Team-Spirit                        | Týmový Duch          | Nico Zingelmann | Vivien Hoppe | 23. listopadu 2014 | vysíláno      |
| 6            | 6         | Bei Crash Cash Crash and Cash                 | Havárie              | Nico Zingelmann | Vivien Hoppe | 30. listopadu 2014 | vysíláno      |
| 7            | 7         | Der Kunstraub The Art Thief                   | Umění Krádeže        | Nico Zingelmann | Vivien Hoppe | 7. prosince 2014   | vysíláno      |
| 8            | 8         | Aufs Pferd gekommen Horse Play                | Maximus              | Nico Zingelmann | Vivien Hoppe | 14. prosince 2014  | vysíláno      |
| 9            | 9         | Die Posting Pest The Pesky Posts              | Vyslaný Škůdce       | Nico Zingelmann | Vivien Hoppe | 21. prosince 2014  | vysíláno      |
| 10           | 10        | Im Wald In The Forest                         | V Lese               | Andy Fetscher   | Vivien Hoppe | 28. prosince 2014  | vysíláno      |
| 11           | 11        | Der Schulball The School Ball                 | Školní Ples          | Andy Fetscher   | Vivien Hoppe | 4. ledna 2015      | vysíláno      |
| 12           | 12        | Lady Diamond                                  | Lady Diamond         | Andy Fetscher   | Vivien Hoppe | 11. ledna 2015     | vysíláno      |
| 13           | 13        | Ice, Ice Binny                                | Led Binny            | Andy Fetscher   | Vivien Hoppe | 18. ledna 2015     | vysíláno      |

### Druhá řada (2016)
| Č. v seriálu | Č. v řadě | Původní název              | Český název          | Režie             | Scénář       | Premiéra v Německu | Premiéra v ČR  |
| ------------ | --------- | -------------------------- | -------------------- | ----------------- | ------------ | ------------------ | -------------- |
| 14           | 1         | Villa Sonnenschein         | Ukradené Děditství   | Benedict Hoermann | Vivien Hoppe | 10. dubna 2016     | 1. srpna 2016  |
| 15           | 2         | Einbruch in der Schule     | Loupež ve Škole      | Bettina Blümer    | Vivien Hoppe | 17. dubna 2016     | 2. srpna 2016  |
| 16           | 3         | Das schwarze Froschmonster | Žabí Muž             | Benedict Hoermann | Vivien Hoppe | 17. dubna 2016     | 3. srpna 2016  |
| 17           | 4         | Filmreif                   | Filmová Stár         | Benedict Hoermann | Vivien Hoppe | 24. dubna 2016     | 4. srpna 2016  |
| 18           | 5         | Nachts beim Minigolf       | Noc na Minigolfu     | Bettina Blümer    | Vivien Hoppe | 1. května 2016     | 5. srpna 2016  |
| 19           | 6         | Das falsche Paket          | Falešný Kurýr        | Bettina Blümer    | Vivien Hoppe | 1. května 2016     | 6. srpna 2016  |
| 20           | 7         | Der Schatz in der Burg     | Poklad na Hradě      | Andy Fetscher     | Vivien Hoppe | 8. května 2016     | 7. srpna 2016  |
| 21           | 8         | Nachts im Kaufhaus         | Hnus v obchodím Domě | Andy Fetscher     | Vivien Hoppe | 8. května 2016     | 8. srpna 2016  |
| 22           | 9         | Leonina                    | Leonina              | Andy Fetscher     | Vivien Hoppe | 15. května 2016    | 9. srpna 2016  |
| 23           | 10        | Rock around the Clock      | Boj o Čas            | Benedict Hoermann | Vivien Hoppe | 15. května 2016    | 10. srpna 2016 |